# Wereldkampioenschap superbike van Valencia 2002
Het wereldkampioenschap superbike van Valencia 2002 was de eerste ronde van het wereldkampioenschap superbike en het wereldkampioenschap Supersport 2002. De races werden verreden op 10 maart 2002 op het Circuit Ricardo Tormo Valencia nabij Cheste, Spanje.

## Superbike

### Race 1
| Pos | Nr  | Rijder               | Constructeur | Rondes | Tijd                | Grid | Punten |
| --- | --- | -------------------- | ------------ | ------ | ------------------- | ---- | ------ |
| 1   | 1   | Troy Bayliss         | Ducati       | 23     | 36:51.963           | 1    | 25     |
| 2   | 41  | Noriyuki Haga        | Aprilia      | 23     | +3.176              | 4    | 20     |
| 3   | 155 | Ben Bostrom          | Ducati       | 23     | +3.316              | 2    | 16     |
| 4   | 2   | Colin Edwards        | Honda        | 23     | +4.027              | 3    | 13     |
| 5   | 11  | Rubén Xaus           | Ducati       | 23     | +8.710              | 9    | 11     |
| 6   | 100 | Neil Hodgson         | Ducati       | 23     | +14.445             | 5    | 10     |
| 7   | 14  | Hitoyasu Izutsu      | Kawasaki     | 23     | +15.895             | 7    | 9      |
| 8   | 10  | Gregorio Lavilla     | Suzuki       | 23     | +30.815             | 12   | 8      |
| 9   | 7   | Pierfrancesco Chili  | Ducati       | 23     | +30.820             | 10   | 7      |
| 10  | 9   | Chris Walker         | Kawasaki     | 23     | +31.596             | 11   | 6      |
| 11  | 33  | Juan Borja           | Ducati       | 23     | +31.667             | 6    | 5      |
| 12  | 52  | James Toseland       | Ducati       | 23     | +36.270             | 13   | 4      |
| 13  | 30  | Alessandro Antonello | Ducati       | 23     | +39.972             | 17   | 3      |
| 14  | 19  | Lucio Pedercini      | Ducati       | 23     | +43.802             | 8    | 2      |
| 15  | 12  | Broc Parkes          | Ducati       | 23     | +46.652             | 18   | 1      |
| 16  | 20  | Marco Borciani       | Ducati       | 23     | +47.572             | 15   |        |
| 17  | 99  | Steve Martin         | Ducati       | 23     | +48.867             | 14   |        |
| 18  | 36  | Ivan Clementi        | Kawasaki     | 23     | +1:23.998           | 19   |        |
| 19  | 46  | Mauro Sanchini       | Kawasaki     | 23     | +1:25.843           | 23   |        |
| 20  | 69  | Thierry Mulot        | Ducati       | 23     | +1:36.513           | 20   |        |
| 21  | 5   | Mark Heckles         | Honda        | 22     | +1 ronde            | 21   |        |
| DNF | 70  | Yann Gyger           | Honda        | 12     | Uitgevallen         | 25   |        |
| DNF | 28  | Serafino Foti        | Ducati       | 12     | Uitgevallen         | 16   |        |
| DNF | 68  | Bertrand Stey        | Honda        | 3      | Ongeluk             | 22   |        |
| DNS | 6   | Peter Goddard        | Benelli      | 0      | Niet gestart        | 24   |        |
| DNQ | 23  | Jiří Mrkývka         | Ducati       | 0      | Niet gekwalificeerd |      |        |
| DNQ | 93  | Cristian Caliumi     | Ducati       | 0      | Niet gekwalificeerd |      |        |

### Race 2
| Pos | Nr  | Rijder               | Constructeur | Rondes | Tijd                | Grid | Punten |
| --- | --- | -------------------- | ------------ | ------ | ------------------- | ---- | ------ |
| 1   | 1   | Troy Bayliss         | Ducati       | 20     | 32:03.384           | 1    | 25     |
| 2   | 41  | Noriyuki Haga        | Aprilia      | 20     | +1.178              | 4    | 20     |
| 3   | 2   | Colin Edwards        | Honda        | 20     | +2.285              | 3    | 16     |
| 4   | 155 | Ben Bostrom          | Ducati       | 20     | +5.144              | 2    | 13     |
| 5   | 100 | Neil Hodgson         | Ducati       | 20     | +17.382             | 5    | 11     |
| 6   | 14  | Hitoyasu Izutsu      | Kawasaki     | 20     | +25.810             | 7    | 10     |
| 7   | 9   | Chris Walker         | Kawasaki     | 20     | +31.737             | 11   | 9      |
| 8   | 33  | Juan Borja           | Ducati       | 20     | +33.207             | 6    | 8      |
| 9   | 99  | Steve Martin         | Ducati       | 20     | +37.701             | 14   | 7      |
| 10  | 52  | James Toseland       | Ducati       | 20     | +38.211             | 13   | 6      |
| 11  | 19  | Lucio Pedercini      | Ducati       | 20     | +40.939             | 8    | 5      |
| 12  | 20  | Marco Borciani       | Ducati       | 20     | +41.840             | 15   | 4      |
| 13  | 36  | Ivan Clementi        | Kawasaki     | 20     | +59.743             | 19   | 3      |
| 14  | 28  | Serafino Foti        | Ducati       | 20     | +1:00.031           | 16   | 2      |
| 15  | 46  | Mauro Sanchini       | Kawasaki     | 20     | +1:06.110           | 23   | 1      |
| 16  | 69  | Thierry Mulot        | Ducati       | 20     | +1:24.624           | 20   |        |
| 17  | 68  | Bertrand Stey        | Honda        | 20     | +1:34.160           | 22   |        |
| DNF | 5   | Mark Heckles         | Honda        | 18     | Uitgevallen         | 21   |        |
| DNF | 7   | Pierfrancesco Chili  | Ducati       | 9      | Uitgevallen         | 10   |        |
| DNF | 10  | Gregorio Lavilla     | Suzuki       | 8      | Ongeluk             | 12   |        |
| DNF | 70  | Yann Gyger           | Honda        | 8      | Uitgevallen         | 25   |        |
| DNF | 11  | Rubén Xaus           | Ducati       | 7      | Ongeluk             | 9    |        |
| DNF | 30  | Alessandro Antonello | Ducati       | 6      | Uitgevallen         | 17   |        |
| DNS | 12  | Broc Parkes          | Ducati       | 0      | Niet gestart        | 18   |        |
| DNS | 6   | Peter Goddard        | Benelli      | 0      | Niet gestart        | 24   |        |
| DNQ | 23  | Jiří Mrkývka         | Ducati       | 0      | Niet gekwalificeerd |      |        |
| DNQ | 93  | Cristian Caliumi     | Ducati       | 0      | Niet gekwalificeerd |      |        |

## Supersport
| Pos | Nr | Rijder               | Constructeur | Rondes | Tijd                | Grid | Punten |
| --- | -- | -------------------- | ------------ | ------ | ------------------- | ---- | ------ |
| 1   | 99 | Fabien Foret         | Honda        | 23     | 38:11.646           | 1    | 25     |
| 2   | 12 | Stéphane Chambon     | Suzuki       | 23     | +0.316              | 2    | 20     |
| 3   | 91 | Christian Kellner    | Yamaha       | 23     | +7.276              | 7    | 16     |
| 4   | 17 | Chris Vermeulen      | Honda        | 23     | +7.301              | 6    | 13     |
| 5   | 1  | Andrew Pitt          | Kawasaki     | 23     | +8.270              | 8    | 11     |
| 6   | 69 | James Whitham        | Yamaha       | 23     | +8.417              | 13   | 10     |
| 7   | 15 | Alessio Corradi      | Yamaha       | 23     | +20.607             | 3    | 9      |
| 8   | 2  | Paolo Casoli         | Yamaha       | 23     | +22.203             | 12   | 8      |
| 9   | 44 | Antonio Carlacci     | Yamaha       | 23     | +31.838             | 18   | 7      |
| 10  | 71 | Werner Daemen        | Honda        | 23     | +33.625             | 14   | 6      |
| 11  | 11 | Piergiorgio Bontempi | Ducati       | 23     | +34.495             | 15   | 5      |
| 12  | 16 | Gianluca Nannelli    | Ducati       | 23     | +39.429             | 11   | 4      |
| 13  | 81 | Robert Ulm           | Honda        | 23     | +40.354             | 23   | 3      |
| 14  | 7  | Karl Muggeridge      | Honda        | 23     | +40.534             | 17   | 2      |
| 15  | 8  | James Ellison        | Kawasaki     | 23     | +40.752             | 21   | 1      |
| 16  | 3  | Jörg Teuchert        | Yamaha       | 23     | +47.064             | 5    |        |
| 17  | 37 | Katsuaki Fujiwara    | Suzuki       | 23     | +48.015             | 9    |        |
| 18  | 14 | Diego Giugovaz       | Yamaha       | 23     | +52.627             | 20   |        |
| 19  | 10 | John McGuinness      | Honda        | 23     | +1:00.208           | 25   |        |
| 20  | 26 | Rico Penzkofer       | Ducati       | 23     | +1:33.462           | 26   |        |
| DNF | 9  | Iain MacPherson      | Honda        | 15     | Ongeluk             | 10   |        |
| DNF | 21 | Jim Moodie           | Yamaha       | 14     | Uitgevallen         | 19   |        |
| DNF | 5  | Kevin Curtain        | Yamaha       | 7      | Ongeluk             | 22   |        |
| DNF | 20 | Stefano Cruciani     | Yamaha       | 6      | Ongeluk             | 4    |        |
| DNF | 33 | Rob Frost            | Yamaha       | 6      | Ongeluk             | 16   |        |
| DNF | 13 | Christophe Cogan     | Honda        | 1      | Uitgevallen         | 24   |        |
| DNQ | 19 | Alexander Schlaefke  | Honda        | 0      | Niet gekwalificeerd |      |        |

## Tussenstanden na wedstrijd

### Superbike
| Pos | Nr  | Rijder        | Team    | Punten |
| --- | --- | ------------- | ------- | ------ |
| 1   | 1   | Troy Bayliss  | Ducati  | 50     |
| 2   | 41  | Noriyuki Haga | Aprilia | 40     |
| 3   | 2   | Colin Edwards | Honda   | 29     |
| 4   | 155 | Ben Bostrom   | Ducati  | 29     |
| 5   | 100 | Neil Hodgson  | Ducati  | 21     |

### Supersport
| Pos | Nr | Rijder            | Team     | Punten |
| --- | -- | ----------------- | -------- | ------ |
| 1   | 99 | Fabien Foret      | Honda    | 25     |
| 2   | 12 | Stéphane Chambon  | Suzuki   | 20     |
| 3   | 91 | Christian Kellner | Yamaha   | 16     |
| 4   | 7  | Chris Vermeulen   | Honda    | 13     |
| 5   | 1  | Andrew Pitt       | Kawasaki | 11     |

2000 · 2001 · 2002 · 2003 · 2004 · 2005 · 2006 · 2007 · 2008 · 2009 · 2010